# Natan Sharansky
Natan Sharansky (Hebreeuws: נתן שרנסקי; Russisch: Натан Щаранский, oorspronkelijk: Anatoli Borisovitsj Sjtsjaranski (Russisch: Анатолий Борисович Щаранский) (Stalino, 20 januari 1948) was een bekend dissident in de Sovjet-Unie. Later werd hij een Israëlisch politicus en auteur.

## Biografie
Sharansky groeide op in Donetsk, Oost-Oekraïne en studeerde in Moskou af in de wiskunde. Wegens zijn mensenrechtenactiviteiten werd Sharansky in 1978 veroordeeld onder andere voor 'spionage' voor de Verenigde Staten en hij als mensenrechtenactivist onder meer pleitte voor het recht van Joden in de Sovjet-Unie om naar Israël te mogen emigreren, waarna hij negen jaar in Siberië gevangen werd gezet als dwangarbeider.
In 1986 werd hem het staatsburgerschap van dat land ontnomen en werd hij het land uit gezet. Als zionistische Jood emigreerde hij naar Israël waar hij zich bij zijn echtgenote aansloot en de Hebreeuwse naam 'Natan' aannam. Van 1996 tot begin 2003 en van maart tot november 2006 zetelde hij in de Knesset.
Sinds 1996 bekleedde Sharansky diverse ministersposten (o.a. van Binnenlandse- en Economische Zaken alsook van Huisvesting) in Israëlische regeringen als lijsttrekker van de Jisrael Ba'aliya-partij. Deze partij kon vrijwel uitsluitend immigranten uit de voormalige Sovjet-Unie onder haar kiezers rekenen. De partij, aanvankelijk succesvol, werd geteisterd door het weglopen van parlementariërs naar andere partijen en een teruglopende interesse in sectorale vertegenwoordiging naarmate de integratie van de immigranten vorderde.
In 2003 lukte het Israël Ba'aliya nog maar net de minimumquota voor vertegenwoordiging in de Knesset te passeren (toen 1,5% van de stemmen). Na de tegenslag sloot de partij zich aan bij de Likoed. Sharansky werd voor het eerst minister voor de Likoed in de regering Sharon II, ditmaal als minister zonder portefeuille. Op 2 mei 2005 nam hij ontslag, vanwege Sharons plan om Israël eenzijdig terug te laten trekken uit de Gazastrook.
Tot 2018 was Sharansky voorzitter van het Joods Agentschap, een internationale organisatie die Joden helpt bij hun alija naar Israël.
Hij maakt deel uit van het Internationale Adviesraad van NGO Monitor.

## Onderscheiding
Op 15 december 2006 ontving de Amerikaanse vrijheidsmedaille, eerder ontvangen door o.a. Moeder Theresa en Nelson Mandela. Hij is de eerste Israëli die deze medaille ontving.

## Schrijver
Sharansky is de auteur van meerdere boeken. Een van zijn boeken werd warm aanbevolen door de Amerikaanse president George W. Bush. Zijn aangrijpende boek Fear No Evil over zijn vele ervaringen in de cel werd wereldwijd bekend.